# 명탐정 코난: 제로의 집행인
《명탐정 코난: 제로의 집행인》(名探偵コナン ゼロの執行人 메이탄테이코난 제로노싯코우닌[*])는 2018년 4월 13일에 공개한 애니메이션 영화이다. 명탐정 코난의 22번째 극장판이다. 한국에서는 2018년 8월 8일에 개봉했고 2019년 1월 9일에 4DX로 재개봉했다.
감독은 명탐정 코난 극장판으로는 처음인 타치카와 유즈루, 각본은 17기, 19기, 20기의 각본을 맡았던 사쿠라이 다케하루가 담당한다.

## 시놉시스
국제 정상회담 개최지 ‘엣지 오브 오션’에서 발생한 대규모 폭발 사건! 사건 현장에서 발견된 지문으로 유력한 용의자가 된 모리 코고로는 긴급 체포된다! 하지만, 이후에도 도심 곳곳에서는 원인을 알 수 없는 폭발 사건이 이어지고, 극도로 은밀히 움직이는 아무로 토오루의 기묘한 행동에 코난은 의문을 품기 시작하는데… 과연, 테러의 목적과 진짜 범인의 정체는?!

네이버 영화

## 줄거리
도쿄 정상 해외 개최지 엣지 오브 오션. 그런데 회의 직전, 아무도 없던 초거대 시설에서 난데없는 대규모 폭발 사건이 발생한다. 즉시 조사에 나선 경시청에서는 현장에서 발견된 지문대조를 했는데 지문의 주인은 놀랍게도 직전, 과거 경시청 형사 출신이었던 모리 코고로였다. 하루아침에 폭탄테러용의자가 된 코고로는 자기는 모르는 일이라고 항변해봤지만 경찰은 이를 들어주지 않고 가차없이 연행해버렸다. 눈앞에서 아빠가 범죄자 취급당하고 체포되는걸 목격한 란은 충격을 받아 흐느끼기 시작했고 아무것도 할 수 없는 코난은 이를 갈았다. 그러다 마치 뭔가를 알고있는듯이 행동하는 아무로 토오루를 붙잡고 캐묻기 시작하지만 토오루는 당연히 쉽게 입을 열지 않았다.

## 일본어판

### 목소리 출연
주연
- 타카야마 미나미 - 에도가와 코난
- 야마구치 캇페이 - 쿠도 신이치

- 야마자키 와카나 - 모리 란
- 코야마 리키야 - 모리 코고로
- 후루야 토오루 -아무로 토오루/후루야 레이

조연
- 챠후린 - 메구레
- 다카시마 가라 키사키애리

## 한국어판

### 목소리 출연
- 김선혜: 코난
- 강수진: 남도일
- 이정구: 유명한
- 이현진: 유미란
- 한채언: 노애리, 오지인
- 이용신: 정보라
- 황원: 브라운 박사
- 우정신: 홍장미
- 여민정: 한아름
- 정선혜: 박세모
- 한인숙: 고뭉치
- 박성태: 안기준(=강준영)
- 손수호: 심재형
- 현경수: 차강일
- 김지율: 이세일
- 김채하: 도경주
- 이계윤: 이수인
- 한상덕: 현병위
- 조동희: 골롬보
- 서윤선: 백동훈
- 김광국: 신형선
- 김영찬: 이명수, 연수원장
- 이소은: 오연주
- 정혜원: 김지수
- 강성우: 검찰 직원, 조종사 외
- 김다올: 국토교통부 장관, 검사 외
- 홍승효: 국방부 장관, 총리 외
- 이상호: 심의관, 수사1과장 외
- 유영: 아나운서, 여고생 외
- 박시윤: 리포터, 환경부 장관 외
- 강새봄: 여 형사, 여중생 외
- 김도희: 행정부 장관, 엄마 외

### 제작진
- 기획·진행: CJ ENM
- 법률 자문: 박민경
- 녹음·믹싱: 파린 슐츠, 이성주
- 화면 수정: 디지로드
- 종합 편집: 고재식
- 번역: 이선희
- 우리말 연출: 김의진